# Frédéric de Bissy
Pour les articles homonymes, voir Bissy.
Frédéric de Bissy est né à Londres le 10 mai 1768.
Il est le fils de Séphano, baron de Bissy et de Catherine Thornhill, fille de Sir Joseph Thornhill, de Thornhill Hall et de Marie Margeleine Hogg. Lorsque ses parents, mariés selon le rite anglican, viennent s’installer à Paris et s’y marièrent selon le rite catholique le 21 décembre 1778, il est baptisé le même jour sous le prénom de Frédéric qui était celui de son parrain, Frédéric prince de Salm Kirbourg.  
Militaire, Frédéric de Bissy, termine sa carrière comme colonel d’état-major et maréchal de camp honoraire. Il fut également astronome, participant notamment en tant qu'astronome en chef au début de l’expédition scientifique vers les mers du Sud conduite par Nicolas Baudin.  
Frédéric, comte de Bissy, meurt le 2 février 1834 à Savigny-le-Temple (Seine-et-Marne)

## Biographie

### Sa carrière militaire
Commencée sous l’Ancien Régime, elle se déroule pendant la Révolution, l’Empire et la Restauration.
En 1787 le prince de Luxembourg, qui a connu son père, lui octroie le brevet de capitaine à la suite du corps des volontaires de Luxembourg, alors qu’il était vraisemblablement aux États-Unis.
Rentré en France en 1789, il est nommé capitaine-aide-major du 2e bataillon de la 5edivision de la garde nationale parisienne. Puis il passe premier capitaine au 13ebataillon d’infanterie légère le 1er septembre 1792. Il entre alors en campagne dans l’armée de la Moselle. Il est arrêté et emprisonné durant quelques mois comme noble en 1794. 
Il retourne à l’armée en 1799 comme chef de bataillon au 2e bataillon auxiliaire de la Seine. En 1800 il est mis à la disposition du ministre de la marine pour participer, comme astronome en chef, à l’expédition de découverte commandée par Nicolas Baudin (voir plus loin).
Ayant quitté l’expédition Baudin en 1801 lorsque celle-ci arrive à l’Isle de France (Ile Maurice), il va y rester jusqu’en 1810. Adjoint à la direction du génie militaire, chef de bataillon à la suite dans le régiment de l’ile, il participe à la défense de l’Ile lors de l’attaque par les Anglais en 1810 et commande le régiment en l’absence du colonel, prisonnier, et du major, blessé.
De retour en France, il est nommé chef de bataillon par décret du 20 juillet 1811 au 29e régiment d’infanterie légère. Lors de la campagne de Russie il exerce diverses fonctions d’état- major au sein du 2e corps de la Grande Armée commandé par le maréchal Oudinot.
Le 2e corps ne va pas à Moscou mais aida la Grande Armée à passer la Bérézina. Frédéric de Bissy y est fait prisonnier, et de plus en plus hostile à Napoléon, demande à acquérir la nationalité russe et à servir comme astronome dans des universités russes. Cette demande n’a pas abouti mais l’abdication de Napoléon le fait rentrer en France.
Sous la Restauration il termine sa carrière militaire comme colonel, chef d’état major de la 6e division militaire (Besançon) où il reçoit sa retraite avec le brevet de maréchal de camp honoraire le 1er janvier 1827, avec 41 ans 3 mois 4 jours de services. Auparavant il avait été chef d’état-major de la 4e division militaire (Nancy) puis de la 10e division militaire (Toulouse).
Il est fait chevalier de la légion d’honneur le 22 mars 1812, officier de la légion d’honneur le 23 avril 1821, chevalier de Saint-Louis le 2 juin 1815.

### Frédéric de Bissy astronome et géographe
Bien qu’ayant fait l’essentiel de sa carrière dans l’armée, Frédéric de Bissy est également connu comme astronome, un champ d'intérêt qu’il avait découvert à 18 ans lorsqu’il avait été admis à l’Observatoire de
Paris par son directeur, Jean-Dominique Cassini durant quelques mois, en 1786 (à l’époque astronomie, géodésie et cartographie étaient étroitement liées).
Sous la Révolution, il fut admis de nouveau aux travaux astronomiques et météorologiques à l’Observatoire de Paris en 1795, ainsi qu’à l’observatoire de l’École militaire.
Nicolas Baudin avait rapporté d’une expédition faite en 1796 en Amérique une riche collection de plantes et d’insectes. Il proposa un nouveau projet d’expédition vers les terres australes. Ce projet intéressait vivement les astronomes pour ses bénéfices attendus en géographie, et il reçut l’appui du Premier Consul. Le bureau des longitudes, de concert avec les commissaires de l’Institut, choisit deux astronomes pour participer à  l’expédition, Frédéric de Bissy et Pierre-François Bernier. 
L’expédition Baudin quitta Le Havre le 19 octobre 1800, comprenant la corvette Le Géographe, sous le commandement de Nicolas Baudin, et la corvette Le Naturaliste, sous le commandement d’Emmanuel Hamelin. Frédéric de Bisy embarqua comme astronome en chef sur Le Géographe.
La mésentente avec Nicolas Baudin, pour qui la partie géographique de l’expédition était secondaire, et de sérieux problèmes de santé amenèrent Frédéric de Bissy à quitter l’expédition lorsque celle-ci fit escale
à l’Isle de France, en mars-avril 1801,. 

### Autres activités
Des documents faisant partie de papiers de famille conservés par les descendants du frère de Frédéric de Bissy nous font connaître d’autres activités de ce dernier. Le 1er juin 1786, il embarque pour les États-Unis, nouvellement indépendants, en qualité de chancelier-secrétaire du consulat général de France à Boston pour les états de New-Hampshire, Massachusetts et Rhode-Island.
Pendant son séjour à l’Isle de France (1801-1810), il poursuit ses activités scientifiques, notamment pour la levée de la carte de l’ile.

## Famille[3]
La famille de Bissy est originaire de Lombardie où elle porte le titre de comte que Frédéric de Bissy reprend à la Restauration, étant l’aîné de la seule branche subsistante.
Son père Stephano de Bissy a joué un rôle important lors de la « Révolution de Gênes » en 1748 puis il passe en France où il s’engage dans la marine, et ensuite à Londres où il épouse Catherine Thornhill en 1767. Parti en 1781 comme chef d’escadre avec le prince de Nassau-Siegen pour l’expédition de Majorque et Minorque, il n’en revient pas, et selon une tradition familiale il aurait été enterré à Carthagène
en 1783.
Frédéric de Bissy épouse successivement Marie d’Amis (Paris, 21 novembre 1791) et Anne Augustine Hubert, mais n’a pas de postérité.

### Frères et sœurs
1. Auguste, vicomte de Bissy, né à Londres le 21 octobre 1769, décédé en 1826. Son frère Frédéric l’invite à le rejoindre à l’Ile de France (Ile Maurice) où il épouse, le 5 septembre 1811, Virginie Visdelou de Bonamour, d’une famille d’origine bretonne. Nombreuse descendance dont une partie actuellement à Maurice et à la Réunion[14].
2. Geneviève de Bissy, née à Londres en 1772, décédée en 1795, mariée avec Philippe Nettement, dont deux enfants morts en bas âge.
3. Marie-Louise de Bissy, 1775-1795. Sans alliance
4. Louise Jacqueline de Bissy, née le 21 janvier 1779 à Paris, décédée le 7 juin 1842. Sans alliance.
5. Stephano, baron de Bissy, né le 26 décembre 1780 à Paris, décédé le 28 janvier 1839 à Tohogne (Belgique). Engagé volontaire en 1799, il participe aux campagnes de l’Empire, où il gagne la croix de chevalier de la légion d’honneur, puis est capitaine adjudant major au régiement des cuirassiers d’Angoulême sous la Restauration. Il démissionne de l’armée en 1819[15]. Veuf de Marie de Rémond de Monfort du Dognon, il épousa en 1827 à Bellaing (Nord) Irmine Moreau de Bellaing, dont il eut une nombreuse descendance[16]

### Blason
Les armes de la famille de Bissy, d’origine italienne, sont, en langage héraldique, décrites de la manière suivante : d’azur, au chevron d’or, accompagné en chef, à dextre d’un soleil d’or, à sénestre
d’une étoile à six raies du même, et, en pointe, d’une montagne de trois coupeaux d’argent, le coupeau dextre surmonté d’un pélican, le coupeau du milieu surmonté de lances entières et brisées, le coupeau sénestre chargé d’une tour crénelée de gueules ; au-dessus de la montagne se trouve un croissant contourné d’or . L’écu posé sur l’aigle noire d’Autriche éployée donnée par un empereur de ce pays à un ancêtre, l’aigle accolé d’une couronne de marquis.